# Fors kyrka, Eskilstuna

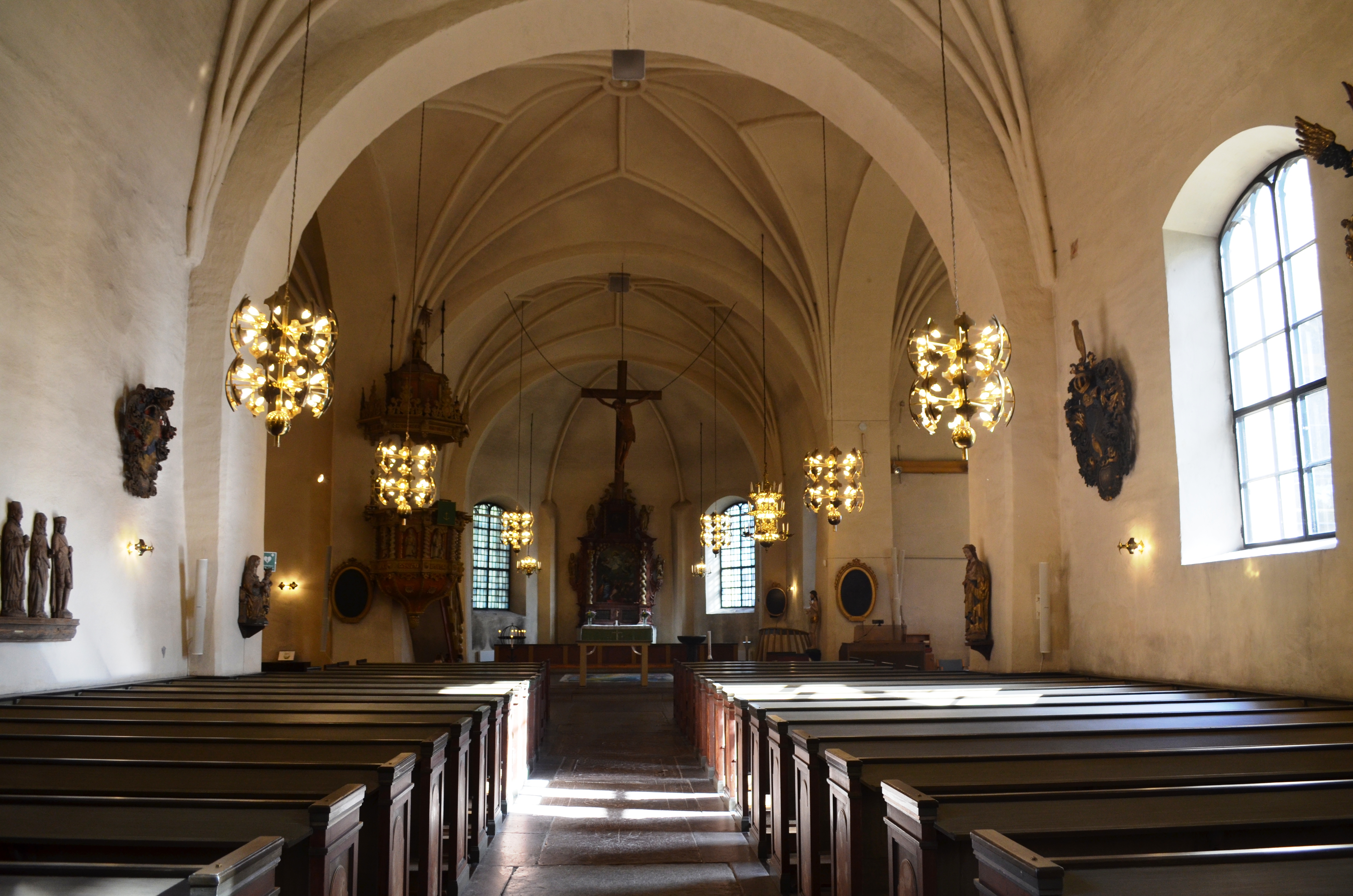
Forskyrkas kykosal

Fors kyrka är en kyrka som tillhör Tunafors församling i Strängnäs stift. Den är centralt belägen i Eskilstuna vid Eskilstunaåns västra strand. Kyrkan är församlingens äldsta och näst största kyrka.

## Kyrkobyggnaden
Kyrkan uppfördes under mitten av 1000-talet på initiativ av munken Sankt Eskil. Sannolikt har den varit stiftskyrka för ett område bestående av västra Södermanland, södra Västmanland och östra Närke. Kyrkan skall även ha disponerats av Johanniterklostret. Troligen under 1300-talet förlängdes kyrkan åt öster och försågs med torn. Ett antal om- och tillbyggnader under 1600-talet gav kyrkan sitt nuvarande utseende.
Fors kyrka är centralt belägen intill Eskilstunaån, som har givit kyrkan dess namn. Kyrkan är en av kommunens äldsta byggnader och stadens främsta medeltida minnesmärke. Dess äldsta historia härleds till Sankt Eskil, den engelske munk som har givit staden Eskilstuna sitt namn. 
Omkring år 1000 lät Sankt Eskil bygga en romansk stenkyrka, av vilken den norra och den västra väggen fortfarande finns kvar. Tillsammans med kyrkans vapenhus utgör dessa väggar de äldsta delarna av kyrkan som den ser ut idag. 
Vapenhuset har behållit sitt ursprungliga utseende och restaurerades senast på 1600-talet. Resterande delar av kyrkan har byggts till och restaurerats i omgångar. 
Under 1400–1600-talen byggde man ut kyrkan med ett långhus i samma romanska stil som de befintliga delarna av kyrkan. 
Långhuset avslutas med ett tresidigt kor som kompletterades med korsarmar på 1650-talet. 
Släkten Lohe gick vid tiden in och bekostade stora delar av renoveringen. Som tack för detta reste man ett gravkor åt släkten mellan den norra korsarmen och koret, mitt emot kyrkans sakristia. 
Kyrkans torn, som antas ha byggts till under tidigt 1400-tal, hade från början ett enkelt sadeltak. Tornet användes då som utkiksplats och försvarstorn mot inkräktare som kom via ån. 
År 1676 restes den tornspira som finns kvar på kyrkan idag. Med tornspiran mäter kyrkans torn femtio meter, och tillsammans med långhuset bildar det formen av ett latinskt kors. 
På pingstdagen år 1987 invigdes ett nytt Sankt Eskilsfönster i den norra korsarmen i kyrkan. Fönstret gestaltar Sankt Eskils levnadshistoria och är skapat av Bengt Olof Kälde, som är en av Europas främste kyrkokonstnärer.

## Inventarier
Överlag domineras inredningen i kyrkan av gamla inventarier och kyrkan har många skulpturer, varav den äldsta troligtvis är en sittande biskop från 1200-talet. 
- Predikstolen och altaruppsatsen i barockstil skänktes till kyrkan omkring 1655 av släkten Lohe. Predikstolen är smyckad med träskulpturer som föreställer de fyra evangelisterna Matteus, Markus, Lukas och Johannes, samt Jesus Kristus och Paulus. Altartavlan är en oljemålning från 1600-talet som är gjord av den franske konstnären Eustace Lesueur. Tavlan föreställer Kristi förklaring. Över denna tavla finns ytterligare en målning, som gestaltar Gud Fader. De två tavlorna omges av målningar av de fyra evangelisterna med sina respektive attribut. Högst upp på altaret finns tre barnfigurer, varav den mittersta håller i ett band med inskriften GLORIA IN EXCELSIS DEO, som betyder Ära vare Gud i höjden.
- En ny kormatta, tillverkad av Birgitta Hagnell-Lindén, tillkom 1989.[1]

### Orgel
- En orgelläktare skänktes 1672 av rådmannen Casper Grau. Orgeln som var byggd före 1773 hade 10 stämmor.[2]

| Manual         | Pedal      |
| Gedackt 8'     | Subbas 16' |
| Principal 4'   | Gedackt 8' |
| Flöjt 4'       | Oktava 4'  |
| Kvinta 3'      | Trumpet 8' |
| Superoktava 2' |            |
| Trumpet 8' D   |            |

- 1814 byggde Pehr Zacharias Strand, Stockholm en orgel med 12 stämmor. 1856 om- och tillbyggde Erik Adolf Setterquist, Hallsberg,  orgeln. Detta på uppdrag av Eskilstuna Stads och Landsförsamlingar som hade Fors kyrka som sin kyrka. Om- och tillbyggnaden blev besiktigad 26-27 juli 1856 av musikdirektören och organisten i Strängnäs, Carl Ludvig Lindberg (1811-1895) som godkände med mycket goda lovord för Setterquist. Förutom det kontraktet hade uppgjort, så gick Setterquist igenom hela stämverket med ombyggnad med ny intonation och Principalverkets pipor fick genomgås grundligt för att kunna sätta i nya kärnor. Själva Öververket var mycket utmanande att ta isär så expertkunnande fick tillfrågas och titt på andra liknande konstruktioner utifrån om verkets uppbyggnadsprinciper, som tog sin tid, för att sedan kunna byta ut delar som behövdes och sättas in rätt. En koppelregering från manualen till pedalen fick göras ny. Även sattes Crescendo- och Diminuendomekanismer in utom kontrakt. Setterquist hade ingått avtalskontrakt om arbetet 22 juli 1853 för 600 rdr Riksgälds men under tiden hade priser på material gått upp så han byggde om orgeln med rejäl förlust då priset hamnade på ca. 2 600 rdr Riksgälds. Eskilstuna församling tillsammans med Forsa och Kloster församlingar, som var mycket nöjda med arbetet, beslöt under sammankallat sockenmöte samma invigningsdag, sig för att skänka ytterligare 1 000 rdr Riksgälds till Setterquist. Orgeln invigdes söndagen 27 juli 1856.[3]
- 1921 byggde  Åkerman & Lund  en orgel.
- 1937 utökade E A Setterquist & Son orgeln, så den fick 32 stämmor fördelade på två manualer och pedal.
- 1974 byggde Frederiksborg Orgelbyggeri ett nytt orgelverk med tre fria kombinationer och registersvällare, mekanisk traktur och elektrisk registratur och koppel. Fasaden är från 1814 års orgel.

| Ryggpositiv I | Huvudverk II  | Svällverk III      | Pedal          | Koppel |
| Gedackt 8´    | Borduna 16'   | Principal 8'       | Subbas 16'     | I/P    |
| Principal 4´  | Principal 8'  | Borduna 8'         | Violon 16'     | II/P   |
| Rörflöjt 4'   | Rörflöjt 8'   | Gamba 8'           | Principal 8'   | III/P  |
| Blockflöjt 2' | Octava 4'     | Voix Celeste 8'    | Gedackt 8'     | II/I   |
| Kvint 1 1/3'  | Spetsflöjt 4' | Flöjt Octaviant 4' | Nachthorn 4'   | III/II |
| Scharf IV     | Octava 2'     | Nasard 2 2/3       | Koppelflöjt 2' |        |
| Krumhorn 8'   | Cornett III   | Piccolo 2'         | Basun 16'      |        |
| Tremulant     | Mixtur V-VII  | Ters 1 3/5'        | Skalmeja 4'    |        |
|               | Trumpet 8'    | Mixtur IV-V        |                |        |
|               |               | Dulcian 16'        |                |        |
|               |               | Corno 8'           |                |        |
|               |               | Clarino 4'         |                |        |
|               |               | Tremulant          |                |        |
|               |               | Crescendosvällare  |                |        |

- Den nuvarande orgeln byggdes 1999 av Walter Thür Orgelbyggen. Huvudfasaden härstammar från en orgel som byggdes 1814 och ryggpositivet tillkom 1999. Orgeln har 38 stämmor fördelade på tre manualer och pedal.

#### Kororgel
- Kororgeln är byggd 1972 av Frederiksborg Orgelbyggeri. Orgeln är mekanisk.

| Manual       | Pedal       | Koppel   |  |
| Gedackt 8’   | Subbas 16’  | Man/Ped. |  |
| Principal 4’ | Koralbas 4’ |          |  |
| Rörflöjt 4’  |             |          |  |
| Waldflöjt 2’ |             |          |  |
| Scharf II    |             |          |  |

#### Diskografi
Inspelningar av musik i kyrkan.
- Musik till bröllop och andra festliga tillfällen / Persson, Olle, sång; Samuelsson, Ulf, orgel. CD. Naxos 8.555062. 2000. - Inspelad 1999.